# Staré
Staré est un village de Slovaquie situé dans la région de Košice.

## Histoire
Première mention écrite du village en 1273.

## Démographie

### Évolution de la population
| Année:               | 1994. | 2004.   | 2014.   | 2024.   |
| -------------------- | ----- | ------- | ------- | ------- |
| Nombre de personnes: | 824   | 805     | 788     | 764     |
| Différence:          |       | -2,30 % | -2,11 % | -3,04 % |

| Année:               | 2023. | 2024.   |
| -------------------- | ----- | ------- |
| Nombre de personnes: | 762   | 764     |
| Différence:          |       | +0,26 % |

## Politique
| Nom          | Parti politique | Date de l'élection | Fin du mandat |
| ------------ | --------------- | ------------------ | ------------- |
| Albert Dunca | KDH             | 02.12.2006         | Déc. 2010     |